# Визначні події Буковини 1774-1918 років
Визначні події Буковини 1774—1918 років - визначні події Буковини "австрійського періоду"

1774, 8 серпня

Мапа Буковини "австрійського періоду"

Наказ цісаря Австрії  Йосипа II про окупацію австрійськими військами Буковини.

У Чернівцях працювало 84 ремісники. Мешкало 388 родин, налічувалось 290 будинків, переважно дерев'яних.

1775-1918

Панування Австрійської монархії на Буковині.

1779

Чернівці визнані адміністративним центрам Буковини.

1780

Споруджено перший кам’яний будинок - "Генеральський дім " (на розі сучасних вулиць Шолома-Алейхема та Шкільної). Початок упорядкування вулиці Львівської (сучасної Головної).

1783

Відкрито "Поштову контору" (поштампт) у Чернівцях.

1784

2 березня розпочато навчання в першій у Чернівцях "нормальній" школі. У ній був один учитель, 51 учень і 17 учениць.

1786

Військову адміністрацію замінено цивільною, Чернівці отримали австрійський міський статут.

На задному плані - міська ратуша Чернівців. На передньому - вхід до готелю Чорний орел" (готель під різними назвами проіснував більше ста років)

Створено Православний релігійний фонд. 

Влаштування регулярних ярмарків у Чернівцях.

1787

У Чернівцях - 414 будинків і 2686 душ населення.

1788

Звільнено власників кам'яних будинків від сплати державного податку на 30 років та від міського поземельного податку на 10 років. 

1789 

Почали створюватися бібліотеки при церквах. 

1799

У Чернівцях діє друкарня.

1800

Чернівецька міська управа видала циркуляр про облаву на вовків у районі сучасних вулиць Київської та Лесі Українки.

Відкрито друкарню Енгардта в Чернівцях.

1801

Перший міський трамвай Чернівців

У місті працюють 145 ремісники різних спеціальностей.

1803

Відбулася перша у Чернівцях театральна вистава.

1808

Засновано Першу державну гімназію ім. Франца Йосифа.

1810

Створено крайовий архів.

1814

Освячено костьол Св. Хреста.

1818

Почала виходити "Буковинська газета" німецькою мовою.

1819

Відкрито нову міську в'язницю на Дров'яній площі (сучасна Соборна площа).

1832

Якоб фон Петрович - перший бургомістр Чернівців

У Чернівцях створено магістрат на чолі з бургомістром.

1833

Збудовано міський шпиталь.

1834

З'явилися перші візники.

1844

Дозволено художникам розписувати церкви.
 
Дано дозвіл виробляти і продавати солом’яні капелюхи.

1847

Завершено будівництво ратуші (закладено 19 квітня 1843 р.). 

Гастролі Ференца Ліста в Чернівцях.

1848

Ліквідація кріпацтва на Буковині.

Відкрито магазин з продажу музичних інструментів у Чернівцях.

1849

Буковина вийшла зі складу Галичини і стала окремою провінцією.

1850

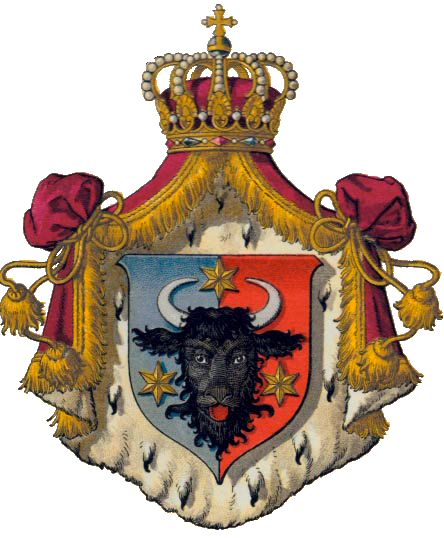
Герб Герцогства Буковина

Відкрито Торгово-промислову палату та поштампт.

1852

Відкрито пологовий будинок у Чернівцях.

1855

Відкрито телеграф.

1861

26 березня — проголошення Буковини автономним краєм (герцогством) з центром у Чернівцях.

Скликання сейму (ландтагу) на Буковині.

1862

Розпочато видання газети "Bukowina".
 
Засновано "Музичне товариство".

1863

Почала діяти філія Англо-Австрійського банку. 

Засновано крайовий музей.

1864

Пам'ятник кайзеру Францу Йосипу в Чернівцях

Збудовано кафедральний собор у Чернівцях.

1864

Розпочато будівництво резиденції буковинських митрополитів у Чернівцях.

1866

Відкрито рух по залізниці Львів—Чернівці.

1869

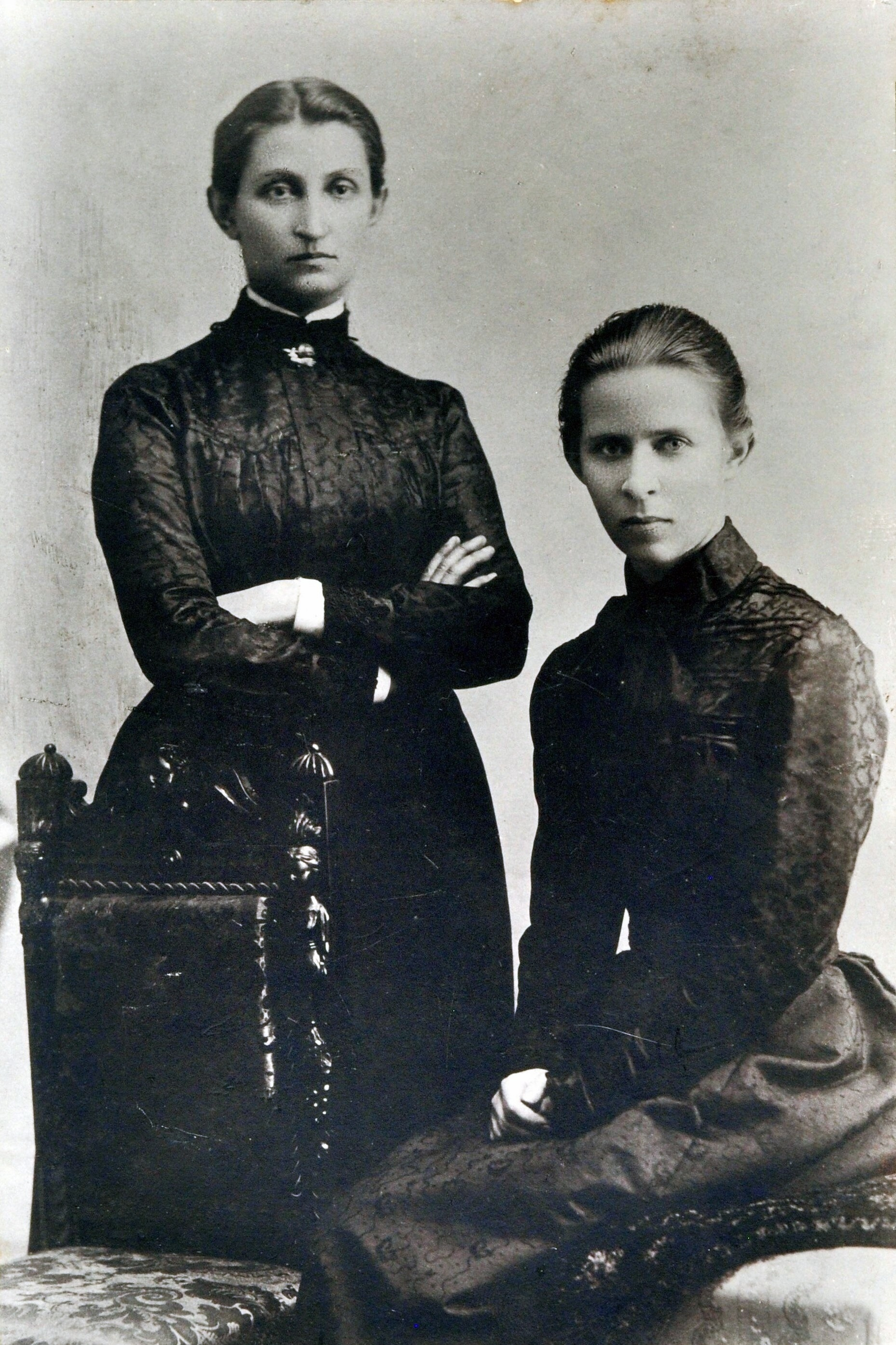
Леся Українка з Ольгою Кобилянською під час зустрічі в Чернівцях

Засновано товариство "Руська Бесіда". 

Вступила в експлуатацію залізниця Чернівці-Сучава.

1870

Створено товариство "Руська Рада".

1871

Відкрита метеорологічна станція на Буковині. 

Почала працювати чоловіча учительська семінарія. 

Створено релігійні товариства при церковних парафіях.

1871-1873

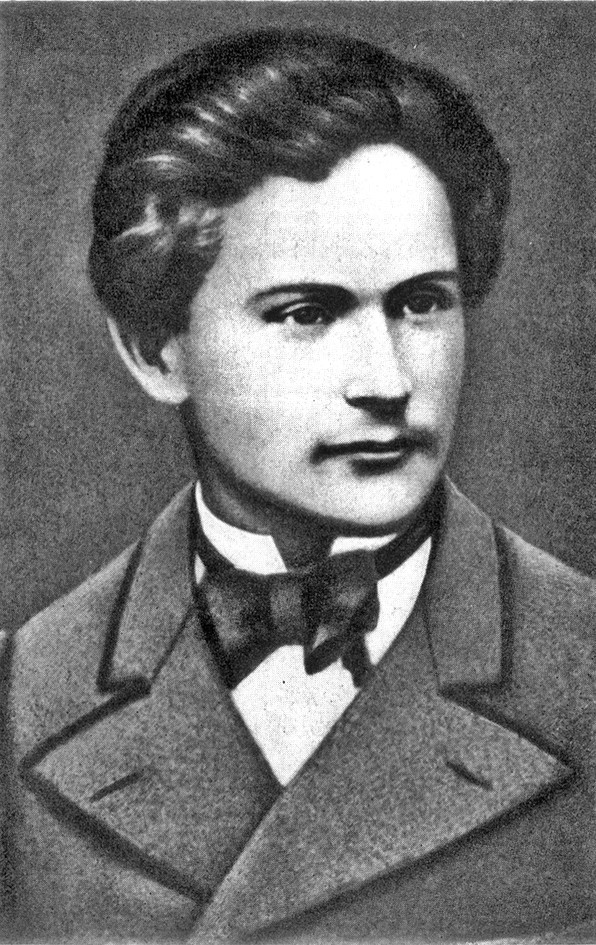
Іван Франко в період однорічного навчання в Чернівецькому університеті

Збудовано будинок для адміністрації крайового управління.

1875

Урочисте відкриття університету. 

Створено академічне товариство "Союз".

1876

Засновано ботанічний сад.

1877

Збудовано приміщення філармонії у Чернівцях. 

Видано альманах "Руська Хата" С. Воробкевича.

1878

Побудовано єврейський Темпль (синагогу) (почато у 1873 р.).

1881

З'їзд православних священиків Буковини.

1882

Завершено спорудження резиденції буковинських митрополитів у Чернівцях (розпочато у 1864 р).

1885

Створено товариство "Народний Дім".

Почали видаватися "Буковинський альманах", газета "Буковина" українською мовою.

1887

Засновано товариство "Руська Школа".

1890

Вжито заходів по поліпшенню викладання історії Австрійської імперії в народних школах.

1892

У початкових класах введено уроки фізичного виховання. 

Проведена спортивна олімпіада в Чернівцях.

1893

Відкрито повітові учительські бібліотеки. 

Створено товариство "Народна Рада".

1894

Споруджено костел Серця Ісуса.

1895

Проведена крайова учительська конференція. 

Збудована електростанція в Чернівцях. 

Створено товариство "Буковинський Баян".

1896

На вулицях Чернівців встановлено електричні ліхтарі. Пущено в дію першу міську електростанцію.

Утворена соціал-демократична партія.

1897

Створено товариство церковних співаків Буковини.

Почав діяти "Буковинський народний театр".

Проведена трамвайна лінія, водопровід та каналізація в Чернівцях.

1901

Засновано "Міщанський хор", "Руський православний народний дім", товариство "Зоря".

Приїзд Лесі Українки на Буковину.

1903

Роза Ауслендер - німецькомовна поетеса європейського рівня

Створено перший у місті футбольний клуб "Deutschen Fussballen Klub". 

Заснована "Руська православна бурса ". 

Приїзд композитора Миколи Лисенка в Чернівці. 

Створена "Селянська Каса".

1904-1905

У Чернівцях зведено приміщення нового театру. По вулицях міста почали курсувати 6 кінних омнібусів.

Микола Івасюк засновує першу мистецьку школу для бідних здібних дітей.

Створено крайову школу різьбярства, токарства і металевої орнаментики в м. Вижниця.

Засновано крайовий банк, "Товариство для плекання української музики, співу і драматичної штуки".

1906

Споруджено Палац юстиції.

1908

Затверджено герб Чернівців.

У м. Вижниця відкрита перша на Буковині українська гімназія

1909

Завершено будівництво залізничного вокзалу.

1911

Під час виборів у буковинський сейм отримали місць: румуни - 23, українці - 17
євреї - 10, німці - 7, поляки - 6.

Приїзд у Чернівці Соломії Крушельницької, Модеста Менцинського.

1914-1918

Роки Першої світової війни.

1917

Останнє (третє) повернення австрійських військ в Чернівці. Фото 03 серпня 1917 року.

28 листопада у Чернівцях укладено перемир'я між австрійським та російським
командуванням.

1918 рік, 3 листопада

Відбулося Буковинське народне віче в Чернівцях.

1918 рік, 8-11 листопада

Окупація Північної Буковини королівською Румунією.

1918 рік, 28 листопада

На румунському "Генеральному конгресі" оголошено про приєднання Буковини до Румунії. Румунська Національна Рада стала верховною владою на Буковині.